# Ministerie van Buitenlandse Zaken

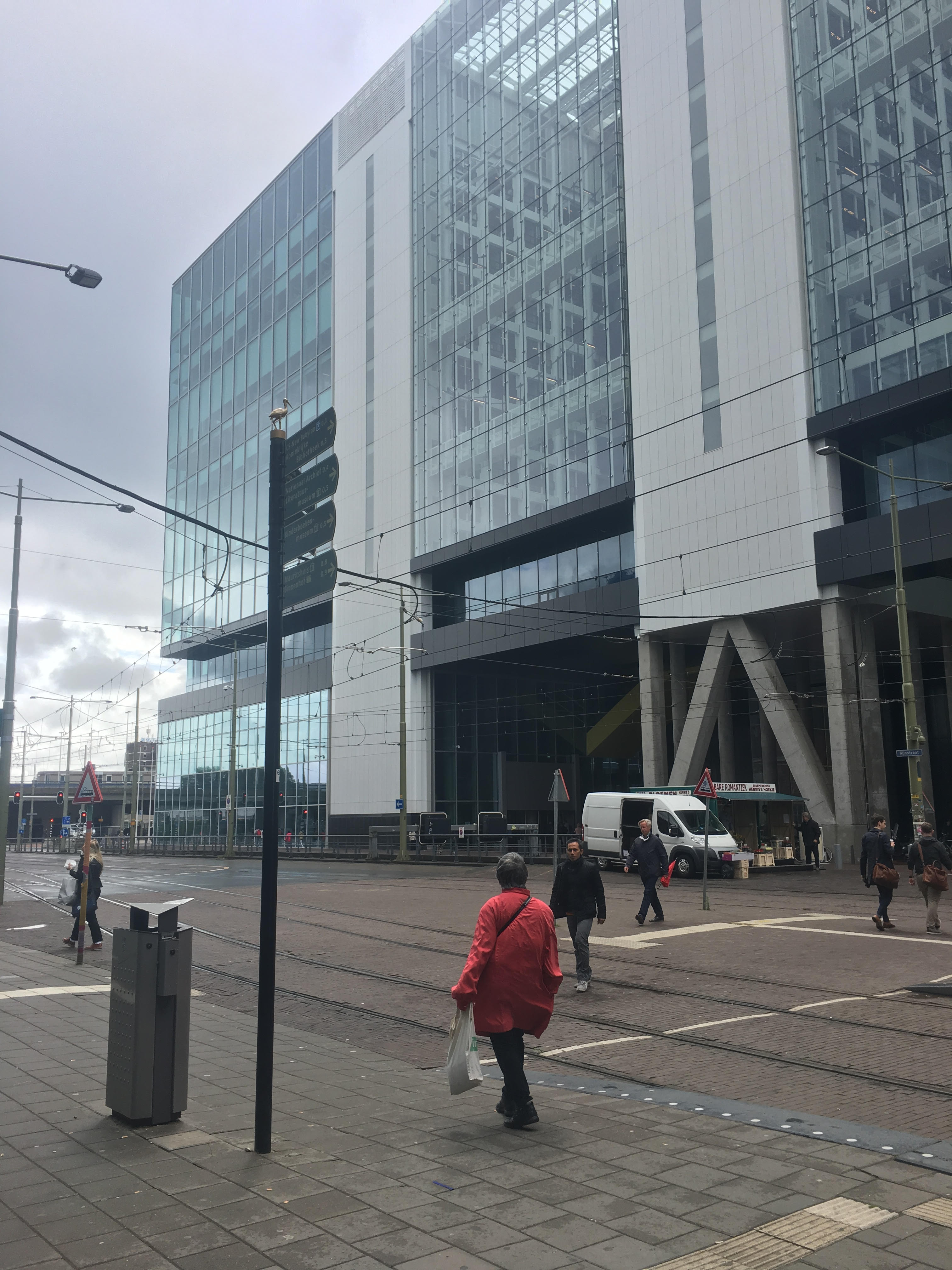
Sitz des niederländischen Außenministeriums in Den Haag

Das Ministerie van Buitenlandse Zaken (kurz: BZ, deutsch: Ministerium für auswärtige Angelegenheiten) ist das Ministerium mit den Zuständigkeiten für auswärtige Angelegenheiten, diplomatische Beziehungen, europäische Zusammenarbeit und internationale Entwicklungszusammenarbeit des Königreichs der Niederlande. Das Ministerium wurde 1798 in der Zeit der Batavischen Republik als Department für auswärtige Angelegenheiten gegründet und heißt seit 1876 Ministerium für auswärtige Angelegenheiten.
Caspar Veldkamp (NSC) ist seit 2024 Außenminister im Kabinett Schoof. Unterstützt wurde er bis Juni 2025 von Reinette Klever (PVV), Ministerin ohne Geschäftsbereich zuständig für Außenhandel und Entwicklung.

## Organisation
Das Ministerium wird von zwei Ministern geleitet. Diesen untersteht ein Staatssekretär (Secretaris-generaal), die diplomatischen Vertretungen sowie zahlreiche weitere unabhängige Kommissionen.

### Ministerium
Der Führungsstab besteht aus den beiden Ressortleitenden, dem Staatssekretär und seinem Stellvertreter sowie den vier Leitungspersonen der Generaldirektionen.
Die vier Generaldirektionen sind
- Die Generaldirektion für europäische Zusammenarbeit befasst sich vor allem mit der Zusammenarbeit in Europa im Rahmen der Europäischen Union. Sie ist zuständig für die niederländischen Beziehungen zu EU-Mitgliedstaaten und den Beitrittsländern. Außerdem koordiniert die Generaldirektion die Zusammenarbeit im Rahmen anderer Organisation, beispielsweise dem Europarat, der OECD und der Benelux-Union.
- Die Generaldirektion für politische Angelegenheiten beschäftigt sich vor allem mit Friedens- und Konfliktangelegenheiten und Menschenrechten. Dies schließt unter anderem die Koordination im Rahmen der gemeinsamen Außen- und Sicherheitspolitik der EU ein sowie die politische Rolle der Niederlande in der NATO und den Vereinten Nationen.
- Die Generaldirektion für Außenhandel gestalten die Handels- und Außenwirtschaftspolitik.
- Die Generaldirektion für internationale Zusammenarbeit ist verantwortlich für die Entwicklungszusammenarbeit in den Bereichen  wirtschaftliche Entwicklung, Bildung, Gesundheit und Umwelt. Sie führt die Entwicklungszusammenarbeit in Absprache mit den Vereinten Nationen und der Weltbank aus.

### Diplomatische Vertretungen
Es gibt über 170 diplomatische Vertretungen des Königreiches. Die Vertretungen umfassen (Stand Juni 2019)
- 109 Botschaften
- 28 Generalkonsulate
- 13 Repräsentanzen bei internationalen Organisationen (wie Vereinten Nationen, EU, NATO)
- 26 andere Vertretungen (wie Wirtschaftsbüros („NBSO“ bzw. „NTIO“) oder ambassadekantoren)
- 1 Vertretung bei der Palästinensischen Autonomiebehörde

### Kommissionen und Räte
Dem Ministerium unterstehen „unabhängige“ Kommissionen und Räte, die das Ministerium und andere Organe des niederländischen Staates beraten, u. a.
- Adviesraad Internationale Vraagstukken (AIV)
- Commissie van advies inzake volkenrechtelijke vraagstukken (CAVV)
- Raad voor het Wetenschappelijk Onderzoek in het kader van Ontwikkelingssamenwerking (RAWOO)

## Ressortleitende
Seit den 1990er Jahren gibt es drei politische Führungspersonen im niederländischen Außenministerium: Der Außenminister bzw. Außenministerin, der Minister ohne Geschäftsbereich zuständig für Außenhandel und Entwicklungszusammenarbeit sowie der Staatssekretär für europäische Angelegenheiten. Der Staatssekretär hat das Recht sich im Ausland Minister/Ministerin für europäische Angelegenheiten zu nennen.

### Liste der Außenminister seit 2002
| Kabinett                | Periode   | Minister              | Partei/ Strömung | Amtszeit                                      |
| ----------------------- | --------- | --------------------- | ---------------- | --------------------------------------------- |
| Kabinett Balkenende I   | 2002–2003 | Jaap de Hoop Scheffer | CDA              | 16. Oktober 2002–27. Mai 2003                 |
| Kabinett Balkenende II  | 2003–2006 | Jaap de Hoop Scheffer | CDA              | 16. Oktober 2002–3. Dezember 2003             |
| Kabinett Balkenende II  | 2003–2006 | Ben Bot               | CDA              | 3. Dezember 2003–22. Februar 2007             |
| Kabinett Balkenende III | 2006–2007 | Ben Bot               | CDA              | 3. Dezember 2003–22. Februar 2007             |
| Kabinett Balkenende IV  | 2007–2010 | Maxime Verhagen       | CDA              | 22. Februar 2007–14. Oktober 2010             |
| Kabinett Rutte I        | 2010–2012 | Uri Rosenthal         | VVD              | 14. Oktober 2010–5. November 2012             |
| Kabinett Rutte II       | 2014–2017 | Frans Timmermans      | PvdA             | 5. November 2012–17. Oktober 2014             |
| Kabinett Rutte II       | 2014–2017 | Bert Koenders         | PvdA             | 17. Oktober 2014–26. Oktober 2017             |
| Kabinett Rutte III      | 2017–2022 | Halbe Zijlstra        | VVD              | 26. Oktober 2017–13. Februar 2018             |
| Kabinett Rutte III      | 2017–2022 | Sigrid Kaag           | D66              | 13. Februar 2018–7. März 2018 (komm.)         |
| Kabinett Rutte III      | 2017–2022 | Stef Blok             | VVD              | 7. März 2018–24. Mai 2021                     |
| Kabinett Rutte III      | 2017–2022 | Sigrid Kaag           | D66              | 24. Mai 2021–17. September 2021               |
| Kabinett Rutte III      | 2017–2022 | Tom de Bruijn         | D66              | 17. September 2021–24. September 2021 (komm.) |
| Kabinett Rutte III      | 2017–2022 | Ben Knapen            | CDA              | 24. September 2021–10. Januar 2022            |
| Kabinett Rutte IV       | 2022–2024 | Wopke Hoekstra        | CDA              | 10. Januar 2022–1. September 2023             |
| Kabinett Rutte IV       | 2022–2024 | Liesje Schreinemacher | VVD              | 1. September 2023–5. September 2023 (komm.)   |
| Kabinett Rutte IV       | 2022–2024 | Hanke Bruins Slot     | CDA              | 5. September 2023–2. Juli 2024                |
| Kabinett Schoof         | 2024–     | Caspar Veldkamp       | NSC              | 2. Juli 2024–                                 |

### Liste der Minister ohne Geschäftsbereich im Außenministerium

#### Zuständig für Entwicklungszusammenarbeit
| Kabinett                | Periode   | Minister            | Partei/ Strömung | Amtszeit                          |
| ----------------------- | --------- | ------------------- | ---------------- | --------------------------------- |
| Kabinett Balkenende I   | 2002–2003 | Agnes van Ardenne 1 | CDA              | 16. Oktober 2002–27. Mai 2003     |
| Kabinett Balkenende II  | 2003–2006 | Agnes van Ardenne   | CDA              | 27. Mai 2003–22. Februar 2007     |
| Kabinett Balkenende III | 2006–2007 | Agnes van Ardenne   | CDA              | 27. Mai 2003–22. Februar 2007     |
| Kabinett Balkenende IV  | 2007–2010 | Bert Koenders       | PvdA             | 22. Februar 2007–23. Februar 2010 |
| Kabinett Balkenende IV  | 2007–2010 | Maxime Verhagen 2   | CDA              | 23. Februar 2010–14. Oktober 2010 |
| Kabinett Rutte I        | 2010–2014 | Ben Knapen 1        | VVD              | 14. Oktober 2010–17. Oktober 2014 |

#### Zuständig für Außenhandel und Entwicklungszusammenarbeit
| Kabinett           | Periode   | Minister              | Partei/ Strömung | Amtszeit                          |
| ------------------ | --------- | --------------------- | ---------------- | --------------------------------- |
| Kabinett Rutte II  | 2014–2017 | Lilianne Ploumen      | PvdA             | 17. Oktober 2014–26. Oktober 2017 |
| Kabinett Rutte III | 2017–2022 | Sigrid Kaag           | D66              | 26. Oktober 2017–10. August 2021  |
| Kabinett Rutte III | 2017–2022 | Tom de Bruijn         | D66              | 10. August 2021–10. Januar 2022   |
| Kabinett Rutte IV  | 2022–2024 | Liesje Schreinemacher | VVD              | 10. Januar 2022–2. Juli 2024      |

#### Zuständig für Außenhandel und Entwicklung
| Kabinett        | Periode   | Minister        | Partei/ Strömung | Amtszeit                    |
| --------------- | --------- | --------------- | ---------------- | --------------------------- |
| Kabinett Schoof | seit 2024 | Reinette Klever | PVV              | 2. Juli 2024 – 3. Juni 2025 |
| Kabinett Schoof | seit 2024 | Caspar Veldkamp | NSC              | Seit 3. Juni 2025           |